# Vauderens
Vauderens (toponimo francese) è una frazione del comune svizzero di Ursy, nel Canton Friburgo (distretto della Glâne).

## Storia

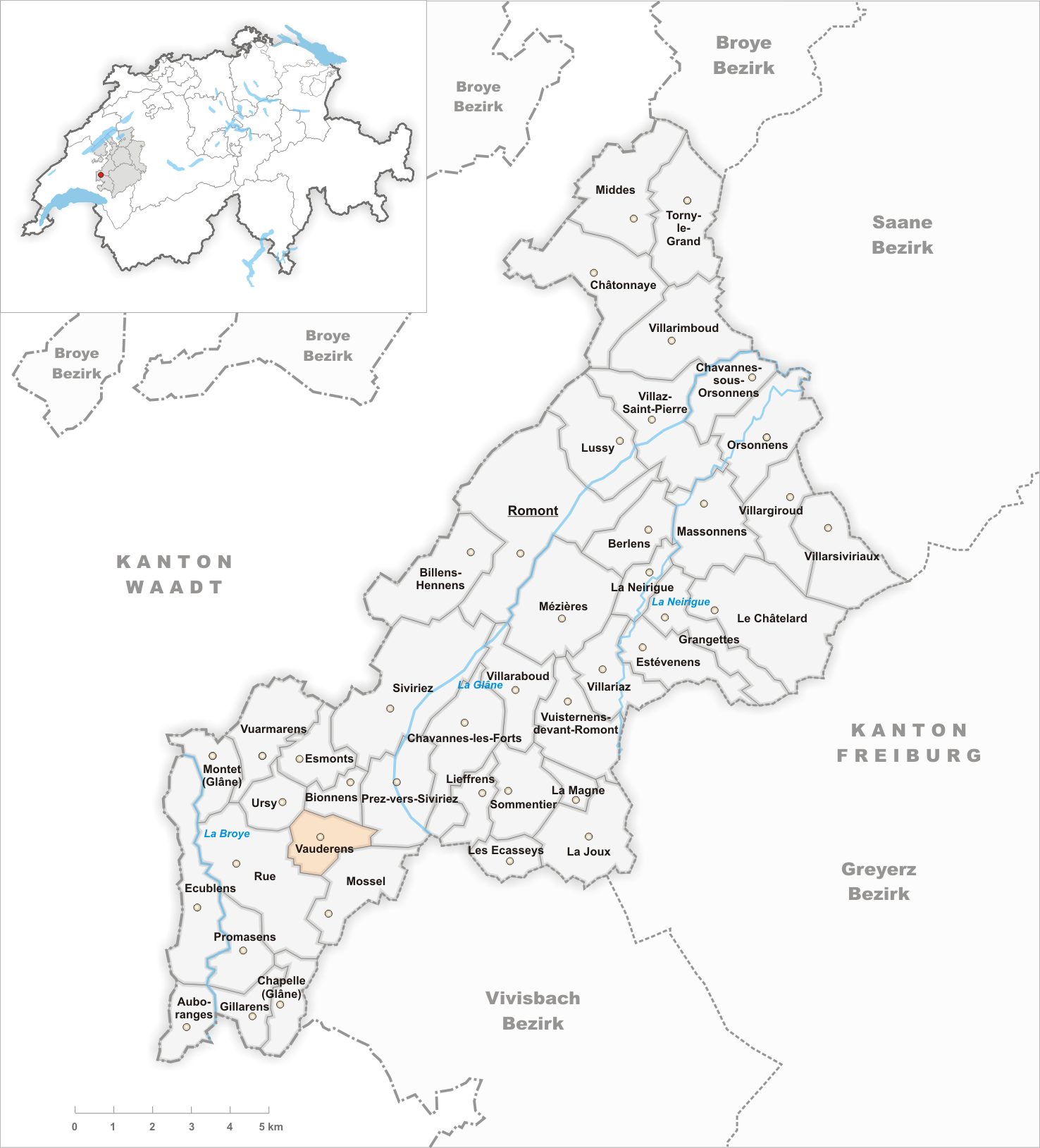
Il territorio del comune di Vauderens prima degli accorpamenti comunali del 2001

Già comune autonomo, il 1º gennaio 2001 è stato accorpato a Ursy assieme agli altri comuni soppressi di Bionnens e Mossel.

## Società

### Evoluzione demografica
L'evoluzione demografica è riportata nella seguente tabella:
Abitanti censiti

## Infrastrutture e trasporti
Vauderens è servito dall'omonima stazione sulla ferrovia Losanna-Berna.

## Amministrazione
Ogni famiglia originaria del luogo fa parte del comune patriziale che ha la responsabilità della manutenzione di ogni bene comune.